# Capucin à poitrine blanche
Heteromunia pectoralis
Genre
Espèce
Statut de conservation UICN

 LC  : Préoccupation mineure
Le Capucin à poitrine blanche (Heteromunia pectoralis) est une espèce de passereaux appartenant à la famille des Estrildidae.
Cet oiseau est endémique du nord de l'Australie.